# Der Neue Club

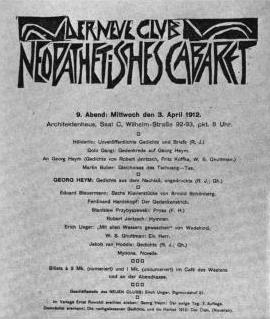
Invitación del Neue Club para el Neopathetisches Cabaret.

Der Neue Club (El Nuevo Club) fue un círculo literario alemán fundado en 1909 por Kurt Hiller y Erwin Loewenson, adscrito a la literatura expresionista. Se reunían en el Neopathetisches Cabaret de Berlín, donde se realizaban lecturas de poesía y se impartían conferencias. Tras la muerte en 1912 del escritor Georg Heym sus actividades decayeron notablemente. Más tarde Hiller, por desavenencias con Loewenson, se separó del grupo y fundó el cabaret literario GNU (1911), que desempeñó el papel de plataforma para difundir la obra de jóvenes escritores. 